# Paris Saint-Germain Football Club 1994-1995
Questa voce raccoglie le informazioni riguardanti il Paris Saint-Germain Football Club nelle competizioni ufficiali della stagione 1994-1995

## Stagione
Da campione di Francia, il Paris Saint-Germain partecipò alla Champions League 1994-95 venendo eliminato in semifinale dal Milan per mezzo di due sconfitte: 0-1 a Parigi e 0-2 a Milano.
Terza in campionato, la squadra della capitale realizzò una doppietta vincendo entrambe le coppe nazionali.

## Maglie e sponsor
Sotto pressione dei tifosi, la Nike approntò, per la stagione 1994-1995, una divisa caratterizzata dallo stesso motivo disegnato da Daniel Hechter negli anni settanta. Gli sponsor ufficiali della squadra sono Seat e in seguito Liptonic.
| Casa | Trasferta |

## Organigramma societario
Area direttiva
- Presidente onorario: Henri Patrelle
- Presidente: Michel Denisot

Area tecnica
- Allenatore: Luis Miguel Fernández

## Rosa
| N. |                    | Ruolo | Calciatore        |
| -- | ------------------ | ----- | ----------------- |
|    | Francia (bandiera) | P     | Bernard Lama      |
|    | Francia (bandiera) | P     | Luc Borrelli      |
|    | Senegal (bandiera) | D     | Oumar Dieng       |
|    | Francia (bandiera) | D     | José Cobos        |
|    | Francia (bandiera) | D     | Paul Le Guen      |
|    | Brasile (bandiera) | D     | Ricardo           |
|    | Francia (bandiera) | D     | Alain Roche       |
|    | Francia (bandiera) | D     | Antoine Kombouaré |
|    | Francia (bandiera) | D     | Patrick Colleter  |
|    | Francia (bandiera) | D     | Francis Llacer    |
|    | Francia (bandiera) | D     | Didier Domi       |

| N. |                    | Ruolo | Calciatore           |
| -- | ------------------ | ----- | -------------------- |
|    | Francia (bandiera) | C     | Pierre Ducrocq       |
|    | Francia (bandiera) | C     | David Ginola         |
|    | Francia (bandiera) | C     | Vincent Guérin       |
|    | Francia (bandiera) | C     | Jean-Philippe Séchet |
|    | Brasile (bandiera) | C     | Valdo Filho          |
|    | Brasile (bandiera) | A     | Raí                  |
|    | Francia (bandiera) | A     | Daniel Bravo         |
|    | Camerun (bandiera) | A     | Pascal Nouma         |
|    | Liberia (bandiera) | A     | George Weah          |
|    | Camerun (bandiera) | A     | Patrick M'boma       |

## Statistiche

### Statistiche di squadra
| Competizione     | Punti | Totale | Totale | Totale | Totale | Totale | Totale | D.R. |
| Competizione     | Punti | G      | V      | N      | P      | Gf     | Gs     | D.R. |
| ---------------- | ----- | ------ | ------ | ------ | ------ | ------ | ------ | ---- |
| Division 1       | 67    | 38     | 20     | 7      | 11     | 58     | 41     | +17  |
| Coppa di Francia | -     | 6      | 4      | 2      | 0      | 9      | 1      |      |
| Coppa di Lega    | -     | 5      | 5      | 0      | 0      | 9      | 1      |      |
| Champions League | -     | 12     | 10     | 0      | 2      | 20     | 9      |      |
| Totale           |       | 61     | 43     | 7      | 13     | 96     | 52     |      |